# Cobeligerância
Cobeligerância é a condução de uma guerra em cooperação contra um inimigo comum, com ou sem uma aliança militar. Geralmente, o termo é usado para casos em que não existe um tratado formal de aliança. Da mesma forma, os aliados não podem se tornar cobeligerantes em uma guerra se um casus foederis invocando a aliança não tiver surgido. Os cobeligerantes são definidos no Dicionário Enciclopédico de Direito Internacional como "estados envolvidos num conflito com um inimigo comum, quer estejam em aliança um com o outro ou não". 

## Legalidade
De acordo com a Quarta Convenção de Genebra, os cidadãos de um estado cobeligerante não são considerados pessoas protegidas se seu estado tiver relações diplomáticas normais com uma nação aliada. O artigo 4º da convenção estabelece:
Nacionais de um Estado cobeligerante não serão considerados pessoas protegidas enquanto o Estado de que são nacionais tiver representação diplomática normal no Estado em cujas mãos são.
Em outras palavras, não é um crime de guerra, segundo o direito internacional humanitário, que cidadãos estrangeiros cobeligerantes sejam submetidos a atrocidades, seja em seu próprio território ou em território ocupado por tropas beligerantes aliadas. Tal como em tempos de paz, tais atrocidades em tempo de guerra seriam abrangidas pela lei interna da nação cobeligerante ou pela lei militar do próprio beligerante aliado.  O comentário do Comitê Internacional da Cruz Vermelha (CICV) de 1958 declarou:
O caso dos nacionais de um Estado cobeligerante é mais simples. Não são considerados pessoas protegidas enquanto o Estado de que são nacionais tiver representação diplomática normal no Estado beligerante ou junto da Potência ocupante. Nesta disposição presume-se que os nacionais dos Estados cobeligerantes, ou seja, dos aliados, não necessitam de proteção ao abrigo da Convenção.
No entanto, há certas exceções a essa regra. Num acórdão proferido em 15 de Julho de 1999 sobre o caso The Prosecutor v. Duško Tadić, a câmara de recurso do Tribunal Penal Internacional para a antiga Jugoslávia (TPIJ) observou que os cidadãos de um estado cobeligerante teriam o estatuto de "pessoas protegidas" ao abrigo da Quarta Convenção de Genebra se "fossem privados ou não gozassem de proteção diplomática". 

## Exemplos históricos na Segunda Guerra Mundial

### Alemanha e União Soviética como cobeligerantes na Polônia
Após a invasão da Polônia em setembro de 1939, Alemanha Nazista e a União Soviética dividiram a Polônia de acordo com os termos do Pacto Molotov-Ribbentrop. Embora ambos os países tenham invadido a Polônia, eles não tinham uma aliança formal e aberta; o pacto era formalmente um acordo de neutralidade mútua. A cooperação alemã e soviética contra a Polónia em 1939 foi descrita como cobeligerância.  

### Finlândia como cobeligerante com a Alemanha na Guerra de Continuação
Cobeligerância (em finlandês:  kanssasotija, em sueco:  medkrigförande) também foi o termo usado pelo governo da Finlândia durante a guerra para sua cooperação militar com a Alemanha (a quem eles chamavam de "irmãos de armas") durante a Segunda Guerra Mundial. Durante a Guerra da Continuação (1941-1944), ambos os países tinham a União Soviética como inimigo comum. A reentrada finlandesa na Segunda Guerra Mundial foi descrita como uma consequência direta do ataque da Alemanha à União Soviética, a Operação Barbarossa.
Embora os Aliados frequentemente se referissem à Finlândia como uma das potências do Eixo, a Finlândia nunca foi signatária do Pacto Tripartite Germano-Italiano-Japonês de setembro de 1940. Os Aliados, por sua vez, apontaram para o fato de que a Finlândia, assim como a Itália (fascista) e o Japão (militarista), assim como vários países, incluindo a Espanha neutra (falangista), pertenciam ao Pacto Anticomintern de Hitler.
Adolf Hitler declarou que a Alemanha estava im Bunde (em aliança) com os finlandeses, mas o governo da Finlândia declarou sua intenção de permanecer primeiro como um país não beligerante e depois cobeligerante depois que os soviéticos começaram a bombardear cidades finlandesas por todo o país, principalmente devido à opinião pública neutra que permanecia. A verdade estava em algum lugar no meio:
1. Ao minerar o Golfo da Finlândia, a marinha finlandesa, juntamente com a Kriegsmarine, antes do início da Batalha de Barbarossa, prendeu a frota de Leningrado, tornando o Mar Báltico e o Golfo de Bótnia praticamente águas domésticas alemãs, onde submarinos e a marinha poderiam ser treinados sem riscos, além de proteger as rotas comerciais fundamentais da Finlândia para alimentos e combustível.
2. A Alemanha foi autorizada a recrutar um Batalhão de Voluntários Finlandeses da Waffen-SS que serviu sob comando alemão direto em operações fora da fronteira entre a Finlândia e a União Soviética. (Também recrutou países não beligerantes como a Suécia e a Espanha. A Alemanha não recrutou países formalmente aliados até 1943, quando a Itália se rendeu) [8]
3. A ofensiva finlandesa inicial foi coordenada com a Operação Barbarossa (veja Guerra de Continuação para detalhes das negociações pré-ofensivas).
4. A invasão finlandesa do Istmo da Carélia (a parte norte era território finlandês até 1940) e, em menor grau, a ocupação de mais da metade da Carélia soviética contribuíram para o cerco de Leningrado. A Finlândia também ajudou a bloquear as entregas de suprimentos soviéticos para a cidade e hospedou, abasteceu e participou da Flotilha do Lago Ladoga, cujo objetivo era interromper a entrega de suprimentos soviéticos.
5. Um corpo de exército alemão invadiu a União Soviética a partir da Lapônia finlandesa, e unidades do exército e da força aérea alemãs reforçaram o exército finlandês durante as batalhas decisivas de 1944 no istmo da Carélia. Finlândia e Alemanha executaram diversas operações conjuntas germano-finlandesas na frente finlandesa. A invasão finlandesa excedeu em muito o território da Finlândia anterior à Guerra de Inverno. A Finlândia ocupou até o Lago Onega e as tropas finlandesas até cruzaram o rio Svir para uma possível ligação com as tropas alemãs.
6. A Grã-Bretanha declarou guerra à Finlândia em 6 de dezembro de 1941.
7. A Alemanha forneceu à Finlândia equipamentos militares de todos os tipos, desde armas, uniformes e capacetes até tanques e armas de assalto. Em troca, a Finlândia entregou recursos raros como níquel.
8. A Finlândia também extraditou oito judeus (por ordem do então chefe da Polícia Estadual, Arno Anthoni, que era profundamente antissemita – o primeiro-ministro da Finlândia, Paavo Lipponen, emitiu um pedido oficial de desculpas pelas deportações em 2000), 76 prisioneiros políticos com cidadania não finlandesa e 2.600–2.800 prisioneiros de guerra para a Alemanha em troca de 2.100 prisioneiros de guerra carelianos e outros prisioneiros de guerra etnicamente finlandeses da Alemanha. Alguns dos extraditados tinham nacionalidade finlandesa, mas haviam se mudado para a União Soviética antes da guerra, recebido cidadania soviética e retornado à Finlândia em segredo.
9. Os judeus não eram discriminados. Vários deles serviram no Exército Finlandês (204 durante a Guerra de Inverno e cerca de 300 durante a Guerra da Continuação). Quando Himmler tentou persuadir os líderes finlandeses a deportar os judeus para os campos de concentração nazistas, o comandante-chefe da Finlândia, Gustaf Mannerheim, teria respondido: "Enquanto os judeus servirem no meu exército, não permitirei sua deportação". O Yad Vashem registra que 22 judeus finlandeses foram assassinados no Holocausto, todos lutando pelas forças armadas finlandesas. Dois oficiais judeus do exército finlandês e um membro judeu da organização paramilitar feminina Lotta Svärd foram condecorados com a Cruz de Ferro Alemã, mas recusaram-se a aceitá-la. [9]

Em contraste, o Tratado de Paz de Paris de 1947, assinado pela Finlândia, descreveu a Finlândia como tendo sido "um aliado da Alemanha hitlerista" durante a Segunda Guerra Mundial.  Numa sondagem de 2008 realizada pelo Helsingin Sanomat a 28 historiadores finlandeses, 16 disseram que a Finlândia tinha sido aliada da Alemanha Nazista, seis disseram que não, e seis não tomaram posição. 

### Os Aliados como cobeligerantes com antigos inimigos
O termo foi usado em 1943-45, durante os últimos estágios da Segunda Guerra Mundial, para definir o status de antigos aliados e associados da Alemanha (Itália a partir de 1943, Bulgária, Romênia e Finlândia a partir de 1944), depois que eles se juntaram à guerra dos Aliados contra a Alemanha.

## Uso recente
Na era pós-11 de Setembro, o governo dos Estados Unidos utilizou o termo “cobeligerante” para se referir a certos grupos ligados à Al-Qaeda.  Fê-lo, em grande parte, como um meio de vincular a autoridade para usar a força contra esses grupos a um estatuto do Congresso de 2001, a Autorização para Usar a Força Militar de 2001, que o Congresso aprovou após o 11 de Setembro para autorizar o Presidente a usar a força contra o grupo que atacou os Estados Unidos e aqueles que os abrigavam, entendidos como sendo a Al-Qaeda e os Talibãs. 
Desde fevereiro de 2022, a Bielorrússia é descrita como cobeligerante da Rússia na Guerra Russo-Ucraniana.   